# 고원

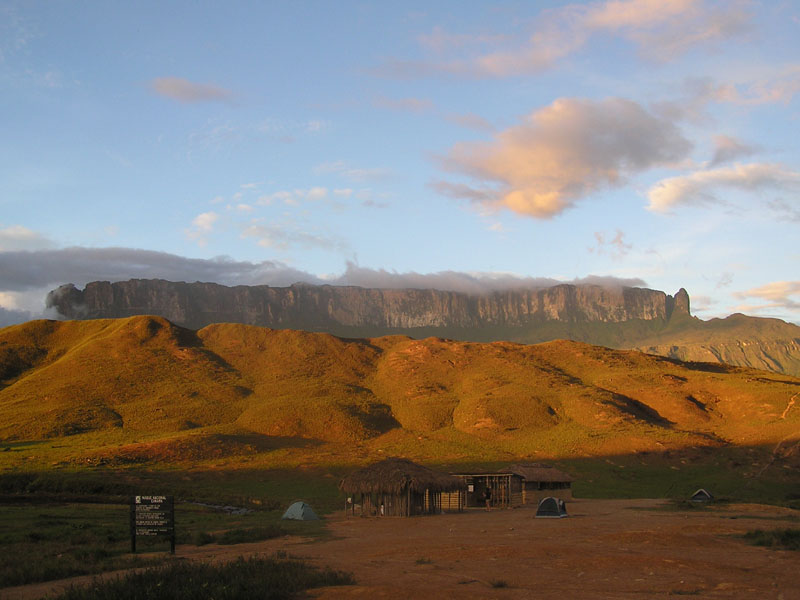
호라이마산

고원(高原)은 주변 지역보다 상대적으로 해발고도가 높고 지대가 평탄한 지역을 말한다.

## 주요 고원
- 골란고원
- 데칸고원
- 멕시코고원
- 몽골고원
- 아나톨리아고원
- 알티플라노고원
- 우스튜르트고원
- 윈구이고원
- 이란고원
- 중앙시베리아고원
- 콜로라도고원
- 티베트고원
- 파미르고원
- 황투고원

## 한국의 고원
- 개마고원
- 낭림고원
- 백두고원
- 백무고원
- 부전고원
- 영서고원
- 진안고원
- 백마고원

## 같이 보기
- 메사
- 탁상지